# Britschka

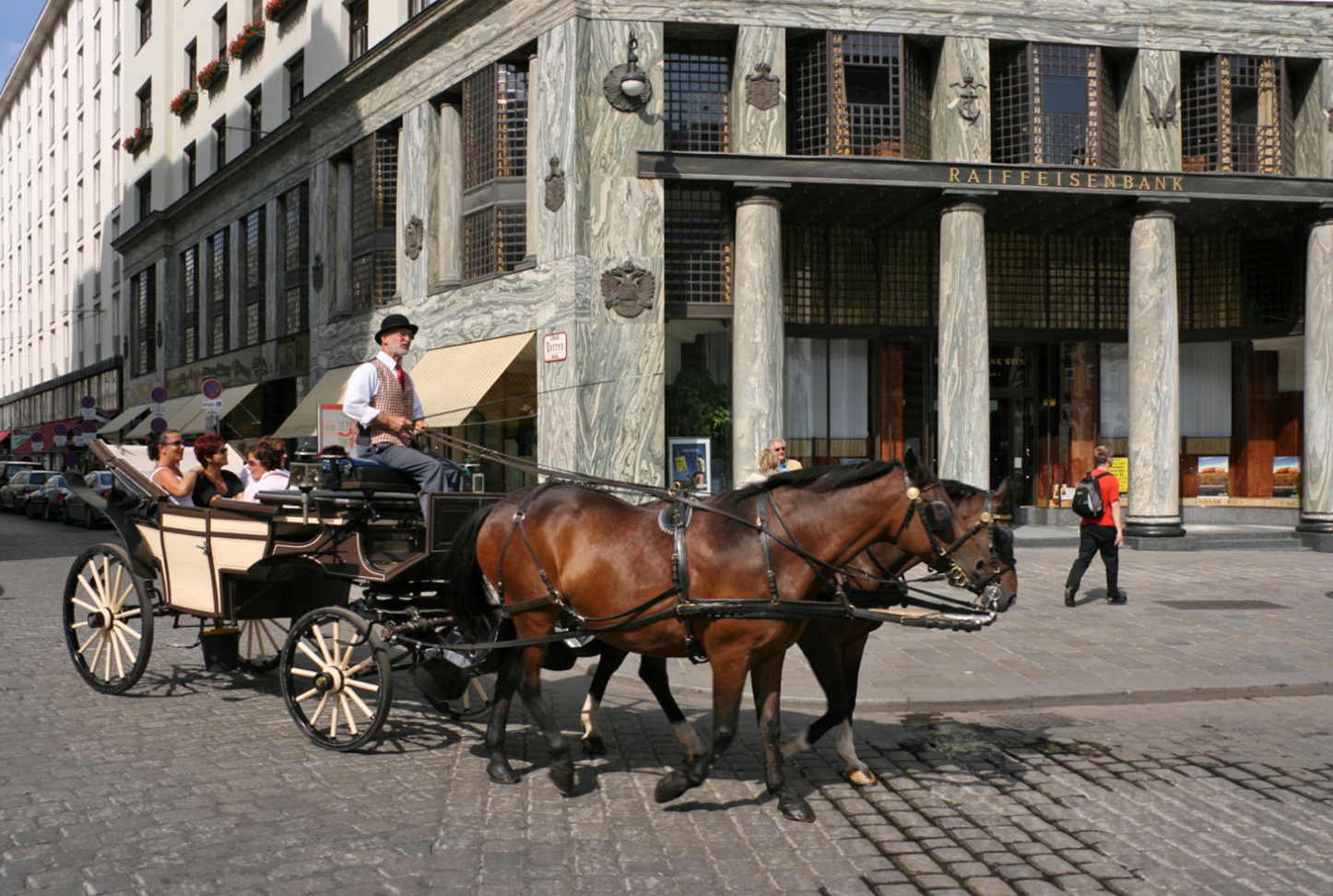
Eine Britschka in Wien

Eine Britschka ist ein Typ von Pferdefuhrwerk. Es ist ein langes, geräumiges Fuhrwerk mit vier Rädern, einem Faltverdeck über den Rücksitzen und Vordersitzen gegen die Fahrtrichtung. Der Wagen, der von zwei Pferden gezogen wurde, hatte vorn einen Platz für den Kutscher. Die Britschka war so konstruiert, dass sie auf längeren Reisen als Nachtlager genutzt werden konnte. Ihre Größe prädestinierte sie für eine Nutzung als „Wohnmobil“ des 19. Jahrhunderts. Sie konnte auch mit etlichem Zubehör für den Reisenden (Betten, Ankleidetische usw.) ausgestattet werden.
Die Britschka wurde im 19. Jahrhundert in Österreich-Ungarn erfunden und vorwiegend in Polen und Russland eingesetzt.
Der berühmte britische Eisenbahningenieur Isambard Kingdom Brunel nutzte eine Britschka als mobiles Büro zur Überwachung des Baus der Great Western Railway, wobei er ein Zeichenbrett, Streckenpläne, sein Werkzeug, 50 seiner liebsten Zigarren und ein Klappbett mitnahm.
Der Begriff leitet sich von dem polnischen Ausdruck bryczka (= kleiner Wagen (dt.)) her (bryka (pl.) = Wagen (dt.)).